# Championnats du monde de voile 2006
Navigation
Édition précédente Édition suivante
Cette page rapporte les résultats de la voile aux Championnats du monde de voile 2006.
 

## Épreuves au programme
Douze épreuves de voile sont au programme de ces Championnats du monde de voile : 
- RS:X (planche à voile) Hommes Torbole,  Italie, 30 septembre 2006
- RS:X (planche à voile) Femmes Torbole,  Italie, 30 septembre 2006
- Laser standard (hommes) Jeju,  Corée du Sud, 20 septembre 2006
- Laser radial (femmes) Los Angeles,  États-Unis, 4 août 2006
- 470 Hommes (2 équipiers) Rizhao,  Chine, 13 septembre 2006
- 470 Femmes (2 équipières) Rizhao,  Chine, 13 septembre 2006
- 29er (2 équipiers) Weymouth,  Royaume-Uni, 29 juillet 2006
- 49er (2 équipiers) Aix-les-Bains,  France, 11 juin 2006
- Star (2 équipiers) San Francisco,  États-Unis, 6 octobre 2006
- Finn (1 équipier) Split,  Croatie, 16 juillet 2006
- Tornado (2 équipiers) San Isidro,  Argentine, 10 décembre 2006
- Yngling (3 équipières) La Rochelle,  France, 8 juillet 2006

## Règles
Pour obtenir le score final, on additionne les places obtenues à chaque course, hormis celle où le classement a été le moins bon. Le vainqueur est celui qui a le plus petit nombre de points.

## Tableau des médailles pour la voile
| Rang | Pays             | Médaille d'or | Médaille d'argent | Médaille de bronze | Total |
| ---- | ---------------- | ------------- | ----------------- | ------------------ | ----- |
| 1    | Royaume-Uni      | 2             | 2                 | 2                  | 6     |
| 2    | Pays-Bas         | 2             | 0                 | 0                  | 2     |
| 3    | Nouvelle-Zélande | 1             | 2                 | 0                  | 3     |
| 4    | Australie        | 1             | 2                 | 0                  | 3     |
| 5    | Espagne          | 1             | 1                 | 0                  | 2     |
| 6    | États-Unis       | 1             | 0                 | 1                  | 2     |
| 7    | Chine            | 1             | 0                 | 0                  | 1     |
| 7    | Finlande         | 1             | 0                 | 0                  | 1     |
| 7    | Danemark         | 1             | 0                 | 0                  | 1     |
| 7    | Italie           | 1             | 0                 | 0                  | 1     |
| 11   | Grèce            | 0             | 2                 | 0                  | 2     |
| 12   | Japon            | 0             | 1                 | 0                  | 1     |
| 12   | Allemagne        | 0             | 1                 | 0                  | 1     |
| 12   | Brésil           | 0             | 1                 | 0                  | 1     |
| 15   | France           | 0             | 0                 | 2                  | 2     |
| 15   | Suède            | 0             | 0                 | 2                  | 2     |
| 17   | Pologne          | 0             | 0                 | 1                  | 1     |
| 17   | Mexique          | 0             | 0                 | 1                  | 1     |
| 17   | Israël           | 0             | 0                 | 1                  | 1     |
| 17   | Russie           | 0             | 0                 | 1                  | 1     |
| 17   | Autriche         | 0             | 0                 | 1                  | 1     |

## Résultats
| Épreuves            | Or                                                   | Argent                                                     | Bronze                                         |
| ------------------- | ---------------------------------------------------- | ---------------------------------------------------------- | ---------------------------------------------- |
| RS:X Homme          | Casper Bouman (NED)                                  | Tom Ashley (NZL)                                           | Przemyslaw Miarczynski (POL)                   |
| RS:X Femme          | Alessandra Sensini (ITA)                             | Marina Alabau (ESP)                                        | Faustine Merret (FRA)                          |
| Laser hommes        | Michael Blackburn (AUS)                              | Tom Slingsby (AUS)                                         | Rasmus Myrgren (SWE)                           |
| Laser Radial femmes | Lijia Xu (CHN)                                       | Petra Niemann (GER)                                        | Tania Elias Calles Wolf (MEX)                  |
| 470 hommes          | Nic Asher & Elliot Willis (GBR)                      | Nathan Wilmot & Malcolm Page (AUS)                         | Gideon Kliger & Udi Gal (ISR)                  |
| 470 femmes          | Marcelien de Koning & Lobke Berkhout (NED)           | Ai Kondo, Naoko Kamata, Yuka Yoshisako, Noriko Okuma (JPN) | Therese Torgersson & Vendela Zachrisson (SWE)  |
| 29er mixte          | Silja Lehtinen & Scott Babbage (FIN)                 | Dylan Fletcher & Rob Partridge (GBR)                       | Cameron Biehl & Matt Noble (USA)               |
| 49er mixte          | Christopher Draper & Simon Hiscocks (GBR)            | Pachoumas Athanasios & Siouzios Athanasios (GRE)           | Stephen Morrison & Ben Rhodes (GBR)            |
| Star hommes         | Nouvelle-Zélande Hamish Pepper Carl Williams         | Brésil Robert Scheidt Bruno Prada                          | France Xavier Rohart Pascal Rambeau            |
| Finn                | Danemark Jonas Høgh-Christensen                      | Grèce Emilios Papathanasiou                                | Grande-Bretagne Edward Wright                  |
| Tornado mixte       | Espagne Darren Bundock Glenn Ashby                   | Grande-Bretagne Santiago Lange Carlos Espinola             | Autriche Roman Hagara Hans-Peter Steinacher    |
| Yngling             | États-Unis Monica Azon Sandra Azon Graciela Pisonero | Nouvelle-Zélande Ulrike Schümann Runa Kappen Ute Höptner   | Russie Sally Barkow Carrie Howe Debbie Capozzi |